# Joseph Schilling (Politiker)

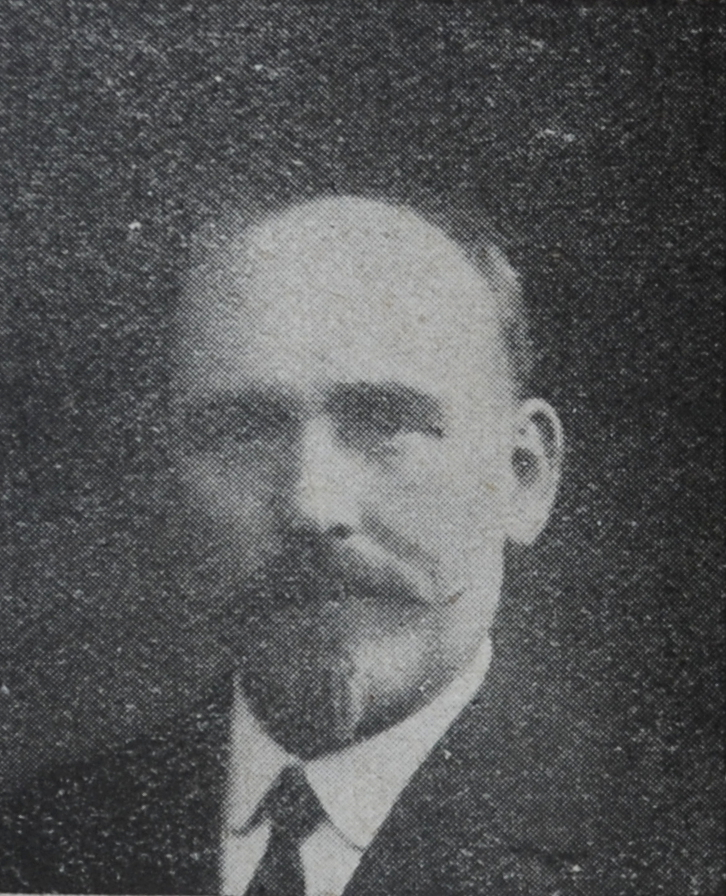
Joseph Schilling, 1911

Joseph Schilling (* 31. Dezember 1862 in Bamlach, Baden; † nach 1919) war ein deutscher  Landespolitiker (SPD Elsaß-Lothringen).

## Leben
Joseph Schilling wurde als Sohn eines Landwirts geboren. Er machte nach dem Abschluss der Volksschule eine Ausbildung als Tischler und wurde Schreinermeister in Mülhausen. Er war katholischer Konfession.
1902 bis 1908 und 1914 bis 1918 war er Stadtrat in Mülhausen. Joseph Schilling war seit der Landtagswahl 1911 bis 1918 für den Wahlkreis Mülhausen II Mitglied der Zweiten Kammer des Landtags des Reichslandes Elsaß-Lothringen für die SPD. 1919 wurde er nach Deutschland ausgewiesen.